# グランドターク島
グランドターク島(Grand Turk Island)はタークス・カイコス諸島にある島。タークス諸島で最も大きい島であり、 面積は18 km2 (6.9 sq mi)。タークス・カイコス諸島の首都であるコックバーンタウンとJAGSマッカートニー国際空港がある。この島は地域の、行政、歴史、文化、金融の中心であり、人口はこの地域で二番目に人口が多い約3720人である。
島の名前は、島に生えるサボテンの一種に由来する。Turk's Cap Cactus (en:Melocactus intortus)というサボテンであり、オスマン帝国のフェズという帽子を連想させる、独特の帽子のような部分がある。

## 歴史
最初にグランドターク島に入植したのはバミューダ人であり、1681年のことである。彼らはこの諸島に製塩業を起こした。1766年には首都になり、そのしばらく前から少なくとも19世紀初頭まで、グランドタークはGrand Cay（グランド島）と呼ばれることもしばしばあった。バハマのグランド島やケイマン諸島のグランドケイマンとは違う。
グランドターク島は1962年にマーキュリー計画でジョン・ハーシェル・グレンの乗ったフレンドシップ7がグランドターク島の南東沖のという近傍に着水したときに国際的な注目を集めた。 フレンドシップ7のレプリカは、空港の入口に展示されている。
1966年、少なくとも五台のアルカス(ARCAS:All-Purpose Rocket for Collecting Atmospheric Soundings) という観測ロケットがグランドターク島からアメリカによって打ち上げられた。

## コロンブスが最初に上陸した地点であるという説
クリストファー・コロンブスが1492年に新大陸を発見した時、最初に上陸した陸地であるという可能性がある。サン・サルバドル島かバハマのサマナ島が、コロンブスが最初に上陸した地点であると伝統的に考えられている一方で、コロンブスの日誌にあるグアナハニ島についての記述は、他の候補地よりもグランドターク島の方がより当てはまっている、と信じる者もいる。

## ギャラリー

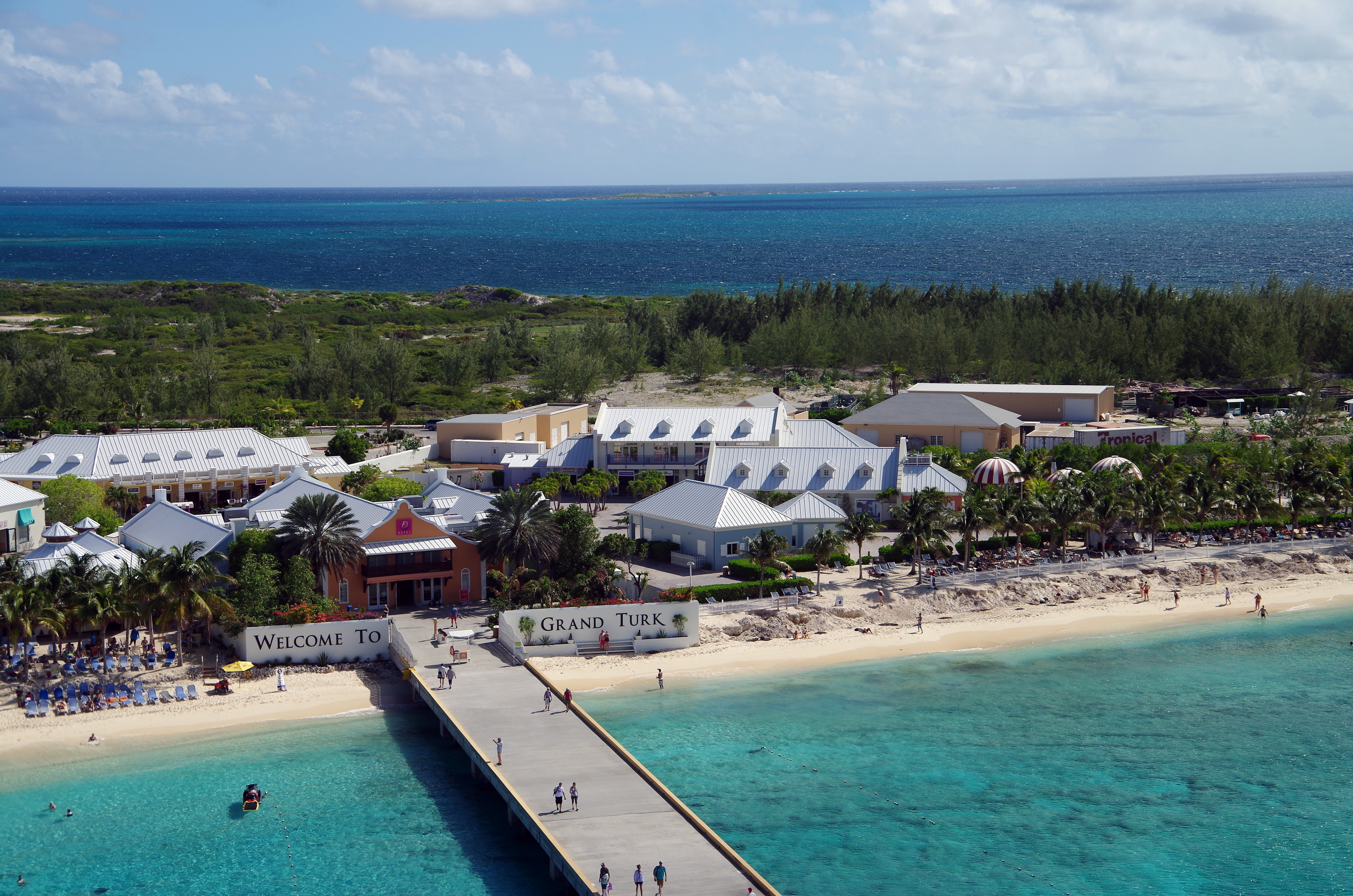
船着き場。2015年11月。
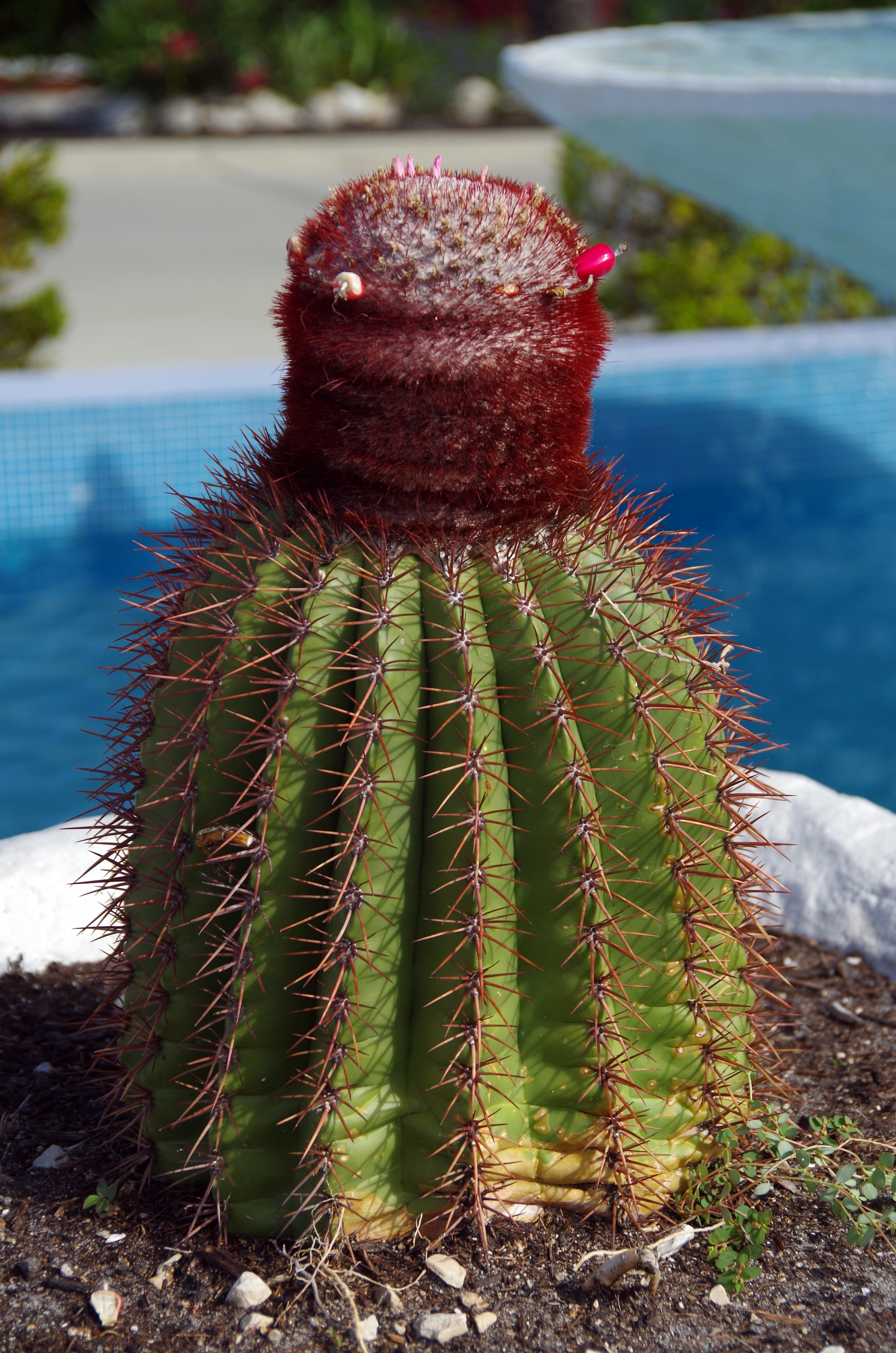
島の名前の由来となったサボテン。
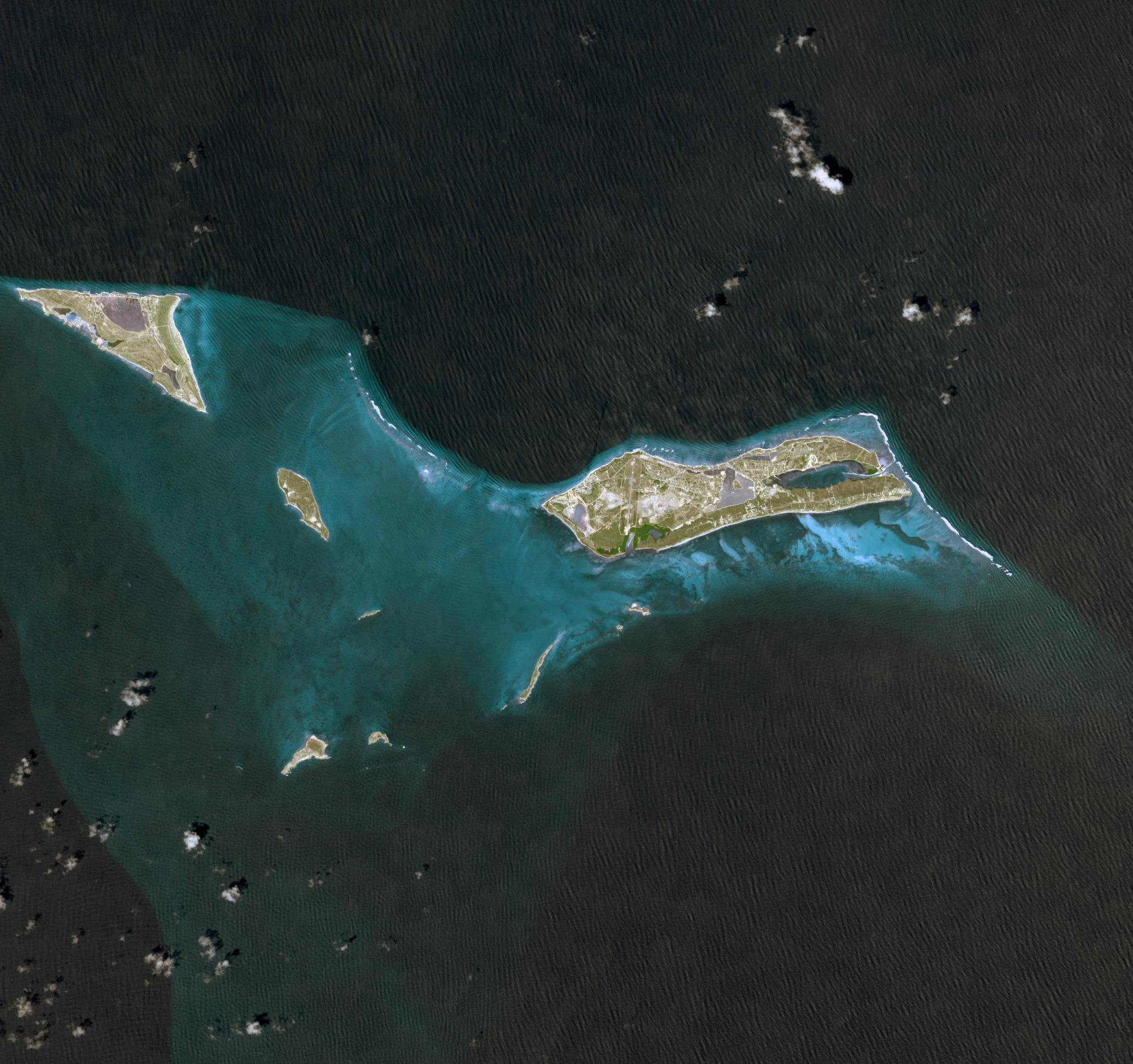
宇宙から見たグランドターク島。2009年。